# 新日本酒店火灾
新日本酒店火灾是1982年2月8日凌晨发生在日本东京都千代田区永田町2丁目新日本酒店的火灾，造成33人死亡、34人受伤。
火灾的直接原因是旅客在床上吸烟。另由于其运营本着利润至上的准则而管理不善，加之酒店的建筑结构问题与消防管理体制的不完备，造成损害进一步蔓延。

而后，酒店管理公司社长横井英树因在消防管理制度不严的情况下开展酒店经营、疏于维护消防设备、疏于员工指导等，被判犯有职业过失致人死伤罪，追究刑事责任，判处三年有期徒刑。

## 概述
火灾发生在1982年2月8日凌晨3:00左右。建筑为防火钢筋混凝土结构，共地下2层、地上10层，总建筑面积46,697平方米。火灾时有352名住客，21名员工，5名保安。也有资料称，夜间值班人员有正式员工22人、分包员工13人（保安5人，机械设备人员5人，保洁3人）、其他人员1人。
具体日期和时间最初认为是在日本时间凌晨3:24左右，但法庭的判决将其定为凌晨3:16—17左右（根据法庭记录等进行的一项研究表明，第一次闪燃可能在凌晨3:24—3:26间发生）。火源在9层938号房间的床附近。有一名英国籍男子入住该房间，故推测火灾是由床上吸烟引起  ，被住客丢下的烟蒂引燃了毯子或床上用品。该名男子（失火者）到走廊避难，但后来被证实身亡。。
火灾由一名前台员工发现。当时该名员工乘电梯到9层休息时闻到烟味，并发现938房间门缝冒烟。于是其前往一楼，向另外两名前台服务员发出指示。
凌晨3:39左右，消防部门接到报警。然而最先通报消防部门的是一名出租车司机，而非酒店员工。第二次报警也于凌晨3:39从附近的一名议员宿舍发出。在酒店内，一名员工在接到发现火灾的前台工作人员的指示后打电话通报了消防部门，但该员工担心受到上司的训斥而拖延了报警，此时距离发现火情已过去20余分钟。

### 初步灭火的情况
发现火情的前台员工与客房服务人员一起乘坐电梯至9楼，从电梯间取出灭火器在938号房间灭火，但无法扑灭。前台员工回到一楼前台，然后再次到九楼启动室内消火栓系统，但没有起作用。然而，随后根据法庭记录进行的研究显示，阀门实际上可以打开，但软管因水压而脱落，导致放弃使用。由于最初未能扑灭火灾，员工未再进行有组织的灭火。
火灾发生时，10层有27名、9层有76名，8层及以下有249名住客。火灾消息并未通过内部广播系统广播。在9层，发现火情的前台员工将几名在走廊的住客疏散至电梯，随后赶到的保安引导服务间前的几名住客至疏散用楼梯。在10层，另一名警卫将走廊里的几名客人带到楼梯，一名前台员工引导几人避难。几乎没有其他员工指导疏散。 
消防队赶到时，火势已蔓延至9层，不少被困的客人从窗户呼救，也有客人用绑紧的床单充当绳子试图从楼上降下。另有人因酷热难耐，从窗户跳下。火灾中死亡的33人中，有13人是从窗户跳下身亡的。（有资料表明，11人从9层跳下，3人从10层跳下）。

### 消防部门的反应
消防队通过云梯车和特种救援队，共救出63人（其中2层9人、3层9人、8层4人、9层41人）。共派出消防员627人和志愿消防队员22人 。派出消防车辆包括泵车48辆、云梯车12辆、救援车8辆、救护车22辆、排烟车6辆。另有其他车辆27辆，其中包括消防直升机2架。 
此外，火灾发生的第二天上午，日本航空350号班机空难发生，东京消防厅被迫应对一系列灾难。

### 损害
大火于2月8日12时36分被扑灭，造成33人死亡、34人受伤（据统计，死者为32人，判决书也显示有一人“因一氧化碳中毒与头盖骨骨折死亡”）。共烧毁了大楼7至10层及塔楼部分的4,186平方米。

## 问题

### 消防管理体制
作为管理者的社长防火意识淡薄，未对员工进行必要的防灾教育和疏散演练，也没有建立火灾发生的报告制度与灭火制度。员工和保安不知道消火栓的位置及使用消火栓与消防警铃的方法。 

### 消防设备
酒店内几乎没有安装喷淋装置，并且使用了非阻燃的窗帘和地毯。客房内部的地毯、窗帘和床上用品燃烧时释放了有毒气体。
此外，应急广播设备有故障，部分广播接线端子和电缆接触不良。楼内设有消防警铃，但为手动操作，除非由员工操作，否则不会启动。
楼内安装了与烟雾探测器联动关闭的防火门，但走廊内敷设的地毯妨碍了防火门关闭。

### 建筑结构
竖井区域回填等导致防火区域不完善，导致火势迅速蔓延；客房、过道大量使用易燃材料；防火门维护不到位，未能完全封闭。此外，在有许多外国客人的设施中，发生紧急情况时如何沟通也成为课题。
- 客房门是木制的。 [3]
- 客房隔墙存在缝隙。 [3]
- 部分客房隔墙是木制的。 [3]
- 客房卫生间旁的风道竖井连接的通风管道未完全回填。 [3]
- 部分防火区域墙的回填不完整[3] 。
- 内饰使用了大量可燃材料。 [3]

## 灾后

### 建筑本体的后续
位于大楼地下室的夜总会“New Latin Quarter”（日语：ニューラテンクォーター）与酒店分开经营，因此继续营业到1989年。停业之后，原大楼由曾借给横井大笔资金的千代田生命保险公司拍卖，以收回贷款。但最后该公司购买了这块土地。由于没有找到投资者，千代田生命顺利拍得此地块。
在相当一段时间里，这片废墟一直立于市中心的黄金地段。火灾发生14年后的1996年，大楼被拆除。该地块由千代田人寿重新开发并开始建造新的大楼，但千代田人寿于2000年破产。此后，保诚生命保险与森大厦成立合资公司，购得了土地与在建的建筑，2002年作为保诚塔开业，包括办公室和出租的公寓。